# Роженець
Роженець (рос. Роженец) — присілок в Вілегодському районі Архангельської області Російської Федерації.
Населення становить 103 особи. Входить до складу муніципального утворення Вілегодський муніципальний округ.

## Історія
До 2020 року входихо до складу муніципального утворення Іллінське муніципальне утворення.

## Населення
| 2002 | 2010 | 2012 |
| ---- | ---- | ---- |
| 130  | ↘97  | ↗103 |